# リトル・マーメイドII Return to The Sea
『リトル・マーメイドII Return to The Sea』（リトル・マーメイドツー リターン・トゥー・ザ・シー、原題：The Little Mermaid II: Return to the Sea）は、アニメーション映画『リトル・マーメイド』の続編として作られたOVAである。全米では、2000年9月19日の制作作品。
日本では、2000年8月31日にVHSで発売された。2006年10月4日には、ウォルト・ディズニー・スタジオより期間限定生産DVD（VWDS-5190）が発売されている。ミュージック・クリップやオリジナル・テーマソングなど映像特典を収録されている。日本では、ディズニートゥーンスタジオ作品としては最後のレーザーディスク版発売作品となった。

## ストーリー
前作『リトル・マーメイド』で結ばれたトリトンの末姫である元人魚―アリエルと海辺の王国の王子―エリックの間に、陸と海を繋ぐ子供―メロディが誕生した。メロディの誕生に沸き立つ中、アースラの妹―モルガナが現れ、自身が姉の代わりに海の支配者になると宣言して消えてしまう。それから12年、その身を案じられて海の世界に関する全てを秘されて育ったメロディは、母のアリエルが陸の世界に憧れた様に、海の世界に憧れていた。

## 登場キャラクター
メロディ（Melody）
本作の主人公。アリエルとエリックの間に生まれた娘。黒髪でポニーテールにまとめており、瞳の色は青(アクアブルー)。上は緑のリボンがついた白タンクトップにフリルのついた白ズボンがペアのパジャマを着ている。
顔と髪の色は父親似で目と性格は母親似。純粋で明るい性格だが、『自分はみんなと違う』という考えを持っていて、それがある種のコンプレックスになっている。
海の世界、特に人魚に対して強い憧れを抱いているが、ある理由により両親に海に近付くことを禁じられている。しかし、その理由を一切知らない。
またメロディは自分がトリトン王・アテナ（本作未登場）の孫であることを知らない。アトランティカの存在もおとぎ話の世界のことだと聞かされている。
ある日、海でこっそり泳いでいたところ自分の名前が刻まれた貝のロケットを発見したことから、自分に隠されている秘密を調べに城を抜け出して海に行く事になる。
アリエル（Ariel）
前作の主人公。元人魚で、メロディの母。
かつての父のようにメロディの身に降り掛かる危険を案じ、娘には自分の過去や父親のトリトン王のこと、故郷アトランティカの事を隠していて教えていない。そのため娘には海で泳いだこともないと思われている。
またモルガナに狙われたメロディを案じ、かつての父のようにメロディには理由を告げず海に近付くことをとにかく禁じているため、わからずやと思われ、喧嘩してしまう。
美しい歌声は今も健在で人間になった今でも海が恋しくなる様子。メロディが行方不明になった後、「海に行ったのかもしれない」と一時的に人魚に戻って故郷や周辺を探す。
エリック（Eric）
メロディの父親であり、アリエルの夫。子育てに悩むアリエルの相談に乗っている。
メロディを守るため、アリエルと結ばれた頃にはあった、城から直接海へ入れる部分に壁を設けた。船乗りとしての腕も高く、行方不明になったメロディの捜索の指揮をとり、船の舵も取っている。
本作では前作よりも12年以上が経過しているが、王子のままである。アリエルとは結婚以来、ラストを見る限りでは未だ熱い仲のようである。
セバスチャン（Sebastian）
カニの宮廷音楽家。かなり年な為、引退したいのだが、周りがなかなかそうさせてくれない。現在はトリトン王の命令でメロディのお世話を任され、母アリエル似の彼女に振り回されている。
若いころは声はボーイソプラノでハサミも小さかったらしい。宿敵のルイとも相変わらずで顔を合わせれば料理されそうになる。
モルガナ（Morgana）
本作のディズニー・ヴィランズ。前作に登場したアースラの妹で、彼女のことを「姉さん」と呼ぶ。アースラとは違いほっそりとした体型だが、魔力を持っていないことがコンプレックスとなっている。その反面、悪賢さや口達者な一面は姉にも決して見劣りするものではない。
母親には姉を見習えとよく言われていたらしいが、内心嫌っているため、姉・アースラが殺された事に関しては無関心。自分と同じコンプレックスを持っているメロディを利用してトリトンの鉾を手に入れ、自分のほうが姉より優れていることを証明しようと企み、当然ながらメロディに同情しておらず、鉾を手に入れた際、本性を現し、真相を話した際、彼女を責めた。あと一歩で海を支配できると思われたがメロディによって鉾を取り戻され、トリトンによって氷づけにされ、目以外動くことが出来ず、姉の絵と共に海の底に沈んだ。
アンダートゥ（Undertow）
モルガナの手下のサメだが皮肉屋で口が悪く、彼女の魔法が下手なことを指摘しては怒らせることがある。
本来は巨大なサメだが、生まれたばかりのメロディを食べようとしたため、トリトンによって体を小さくされてしまった。鉾の力で元の体に戻るため、モルガナとともにメロディを利用しようとし、モルガナによって元の姿に戻るもメロディを助けに来たディップとダッシュの活躍で壁に激突し、全ての歯が抜けた。その後、どうなったか不明。
トリトン王（King Triton）
矛と王冠の所持者として、アトランティカを治める王。
アリエルの父親であり、メロディの祖父でもある。メロディ誕生の祝いに、名前を刻んだロケットペンダント（開くとアトランティカの画が浮かび上がる）を贈る。
モルガナに狙われるメロディの身を案じて海に近づけさせないようにしていたため、赤子の時以来会っていない。さらにアリエルとエリックが語らないようにしているためメロディには顔も存在も知られていない。
ティップ（Tip）
自称、冒険家で探検家の陽気なペンギン。相棒のダッシュと共に旅をしている。性格やポジションなど「ライオンキング」のティモンに似ている。鳥なのに飛べないことを気にしている。終盤はメロディを救ったダッシュを押し出し、彼らを救った。
ダッシュ（Dash）
自称、冒険家で探検家のマイペースなセイウチ。相棒のティップと共に旅をしている。性格やポジションなど「ライオンキング」のプンバァに似ている。贅肉のことを気にしている。終盤、勇気を振り絞り、アンダートゥに立ち向かった。
フランダー（Flounder）
アリエルの親友の魚。本作では立派な父親になっており、若い頃の自分にそっくりな子供がいる。
スカットル（Scuttle）
アリエルの友人のカモメ。人間についての知識が豊富と本人は思っているが、教える情報は全くのデタラメ。かなり性格は抜けている。
グリムズビー（Grimsby）
エリックに仕える重臣。海に入ることが好きではない。
アテナ（Athena）（本作未登場）
故人。アリエルの母親であり、メロディの祖母でもあり、トリトン王の妻。次作で登場する。

## 声の出演
コーラス：ミュージック・クリエイション
| 役名           | 原語版声優                     | 日本語吹き替え              |
| -------------- | ------------------------------ | --------------------------- |
| メロディ       | タラ・シャレンドフ             | 台詞：中山エミリ 歌：安田恵 |
| モルガナ       | パット・キャロル               | 久本雅美                    |
| アリエル       | ジョディ・ベンソン             | すずきまゆみ                |
| セバスチャン   | サミュエル・E・ライト          | 山寺宏一                    |
| スカットル     | バディ・ハケット               | 後藤哲夫                    |
| トリトン       | ケネス・マース                 | 石田太郎                    |
| ティップ       | マックス・カセラ               | 高木渉                      |
| ダッシュ       | スティーヴン・ファースト       | 茶風林                      |
| エリック       | ロブ・ポールセン               | 井上和彦                    |
| アンダートウ   | クランシー・ブラウン           | 銀河万丈                    |
| フランダー     | カム・クラーク                 | 神奈延年                    |
| 少年フランダー | 不明                           | 瀧本富士子                  |
| ルイ           | ルネ・オーベルジョノワ         | 岩崎ひろし                  |
| グリムズビー   | ケイ・E・クッター              | 八奈見乗児                  |
| カーロッタ     | エディ・マックラーグ           | 堀越真己                    |
| 母さんペンギン | トレス・マクニール             | 堀越真己                    |
| スイーティ     | トレス・マクニール             | 増田ゆき                    |
| ハンサムボーイ | ジャスティン・シュルテ         | 林勇                        |
| マックス       | フランク・ウェルカー           | 原語版流用                  |
| クローク       | ディー・ブラッドリー・ベイカー | 西村朋紘                    |
| ダガー         | ディー・ブラッドリー・ベイカー | 西村朋紘                    |
| その他         |                                | 田野恵 鈴木正和 小野塚貴志  |

## 主題歌・挿入歌
主題歌
- 「パート・オブ・ユア・ワールド」

作曲：ハワード・アシュマン&アラン・メンケン
日本語版オリジナルテーマソング
- 「someone」

歌：松本英子、作詞：川村真澄、作曲・編曲：Robbie Buchanan
挿入歌
- Down To The Sea  (なつかしい海へ)

歌：すずきまゆみ、井上和彦、八奈見乗児、山寺宏一
- For A Moment  (海のメロディ)

歌：すずきまゆみ、安田恵
- Tip And Dash  (ティップとダッシュ)

歌：高木渉、茶風林、安田恵
- Here On The Land And Sea  (陸と海で〜フィナーレ〜)

歌：山寺宏一、安田恵、すずきまゆみ
※コーラス：ミュージック・クリエイション

## スタッフ
- 監督：ジム・カマラッド
- 製作：デイヴィット・K・ラブグレン、レスリー・ハフ
- 脚本：エリザベス・アンダーソン、テンプル・マシューズ
- 美術：フレッド・クライン
- アニメーション監督：アンドルー・コリンズ、ケビン・ピーティ、ショーン・セレズ
- 音楽：ダニー・トルーブ
- 作詞・作曲：マイケル&パティ・シルバーシャー

## 日本語版制作スタッフ
- 演出：木村絵理子
- 吹替翻訳：杉田朋子
- 音楽演出：深澤茂行
- 録音・調整：アオイスタジオ、オムニバス・ジャパン
- 録音制作：東北新社
- 制作監修：津司大三
- 日本語版制作：DISNEY CHARACTER VOICES INTERNATIONAL, INC.